# Germanène

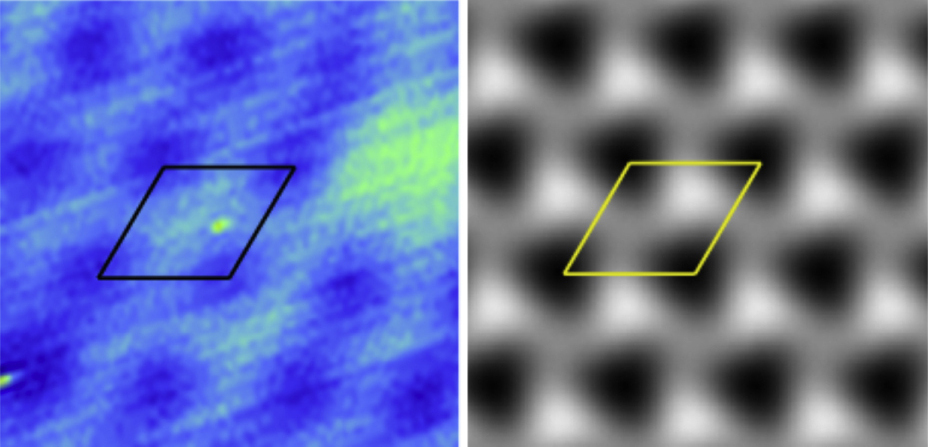
Images par STM de germanène sur une surface d'or, observé (gauche) et simulé (droit).

Le germanène est un matériau bidimensionnel cristallin, forme allotropique du germanium, analogue du graphène pour le carbone.
Une équipe européenne a réussi à synthétiser le germanène en déposant des atomes de germanium sur une feuille d'or chauffée à 200 °C.